# Liste des records et statistiques des 24 Heures du Mans
Cette page présente les records et statistiques des 24 Heures du Mans, épreuve d'endurance créée en 1923.
Toutes les données sont à jour après l'édition 2025.

## Records «constructeurs»

### Plus grand nombre de victoires

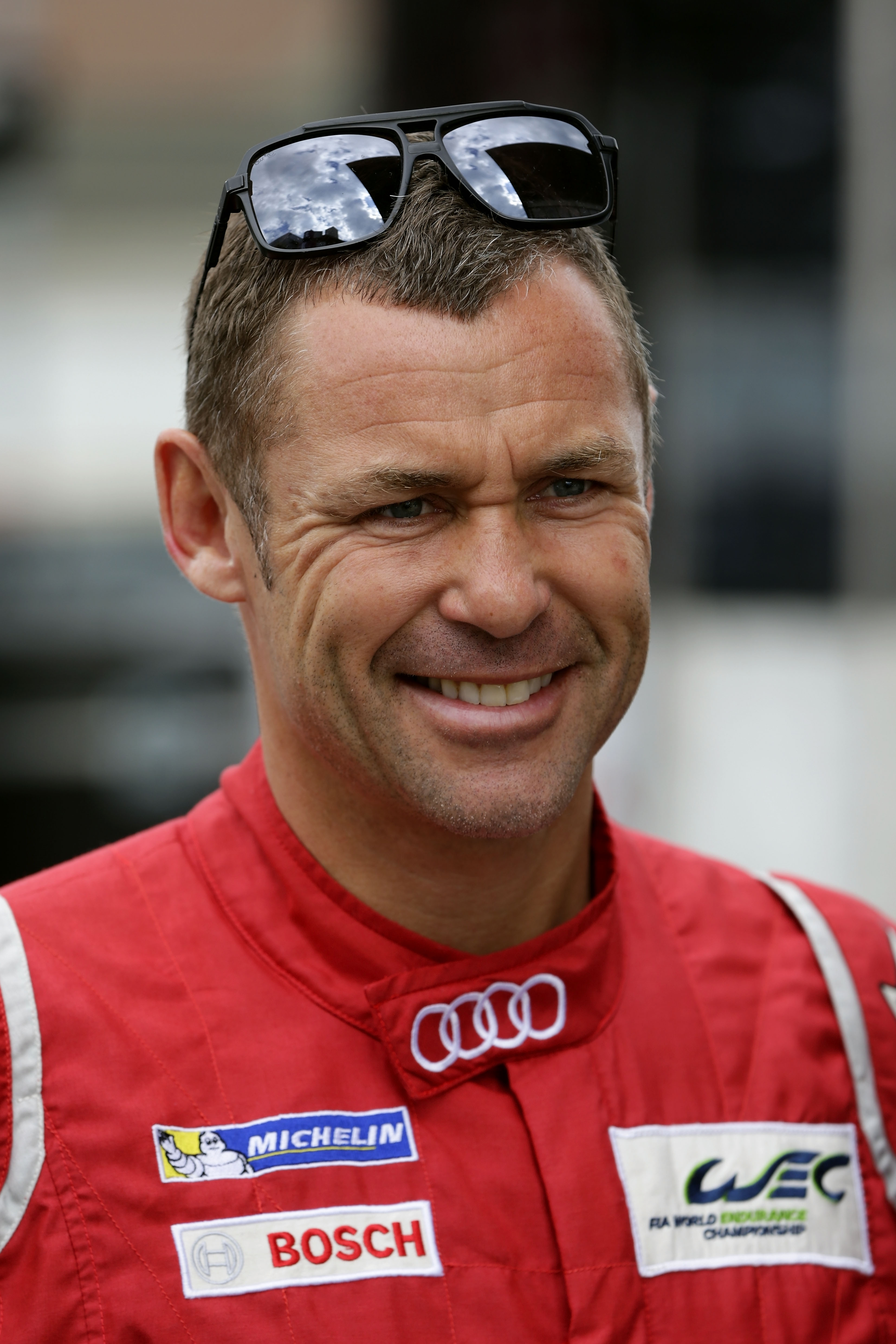
Tom Kristensen.

| Rang | Constructeur      | Victoire(s) | Année(s) |
| ---- | ----------------- | ----------- | --- |
| 1    | Porsche           | 19          | 1970, 1971, 1976, 1977, 1979, 1981, 1982, 1983, 1984, 1985, 1986, 1987, 1994, 1996, 1997, 1998, 2015, 2016, 2017 |
| 2    | Audi              | 13          | 2000, 2001, 2002, 2004, 2005, 2006, 2007, 2008, 2010, 2011, 2012, 2013, 2014                                     |
| 3    | Ferrari           | 12          | 1949, 1954, 1958, 1960, 1961, 1962, 1963, 1964, 1965, 2023, 2024, 2025                                           |
| 4    | Jaguar            | 7           | 1951, 1953, 1955, 1956, 1957, 1988, 1990                                                                         |
| 5    | Bentley           | 6           | 1924, 1927, 1928, 1929, 1930, 2003                                                                               |
| 6    | Toyota            | 5           | 2018, 2019, 2020, 2021, 2022                                                                                     |
| 7    | Alfa Romeo        | 4           | 1931, 1932, 1933, 1934                                                                                           |
| 7    | Ford              | 4           | 1966, 1967, 1968, 1969                                                                                           |
| 9    | Matra-Simca       | 3           | 1972, 1973, 1974                                                                                                 |
| 9    | Peugeot           | 3           | 1992, 1993, 2009                                                                                                 |
| 11   | Lorraine-Dietrich | 2           | 1925, 1926 |
| 11   | Bugatti           | 2           | 1937, 1939 |
| 13   | Chenard & Walcker | 1           | 1923 |
| 13   | Lagonda           | 1           | 1935 |
| 13   | Delahaye          | 1           | 1938 |
| 13   | Talbot-Lago       | 1           | 1950 |
| 13   | Mercedes-Benz     | 1           | 1952 |
| 13   | Aston Martin      | 1           | 1959 |
| 13   | Mirage            | 1           | 1975 |
| 13   | Renault-Alpine    | 1           | 1978 |
| 13   | Rondeau           | 1           | 1980 |
| 13   | Sauber-Mercedes   | 1           | 1989 |
| 13   | Mazda             | 1           | 1991 |
| 13   | McLaren           | 1           | 1995 |
| 13   | BMW               | 1           | 1999 |

### Plus grand nombre de victoires consécutives
| Victoires | Constructeur | Victoires consécutives |
| --------- | ------------ | ---------------------- |
| 7         | Porsche      | 1981–1987              |
| 6         | Ferrari      | 1960–1965              |
| 5         | Audi         | 2004–2008              |
| 5         | Audi         | 2010–2014              |
| 5         | Toyota       | 2018–2022              |
| 4         | Bentley      | 1927–1930              |
| 4         | Alfa Romeo   | 1931–1934              |
| 4         | Ford         | 1966–1969              |
| 3         | Jaguar       | 1955–1957              |
| 3         | Matra-Simca  | 1972–1974              |
| 3         | Porsche      | 1996–1998              |
| 3         | Audi         | 2000–2002              |
| 3         | Porsche      | 2015–2017              |
| 3         | Ferrari      | 2023–2025              |

### Victoire(s) par nation
| Rang | Nation      | Victoire(s) | Constructeur(s) |
| ---- | ----------- | ----------- | --------------- |
| 1    | Allemagne   | 34          | 4               |
| 2    | Royaume-Uni | 17          | 6               |
| 3    | Italie      | 16          | 2               |
| 4    | France      | 15          | 9               |
| 5    | Japon       | 6           | 2               |
| 6    | États-Unis  | 4           | 1               |
| 7    | Suisse      | 1           | 1               |

### Victoires par voiture
| Victoires | Voitures                | Année(s)                     |
| --------- | ----------------------- | ---------------------------- |
| 5         | Audi R8                 | 2000, 2001, 2002, 2004, 2005 |
| 4         | Alfa Romeo 8C 2300      | 1931, 1932, 1933, 1934       |
| 4         | Ford GT40               | 1966, 1967, 1968, 1969       |
| 4         | Porsche 956             | 1982, 1983, 1984, 1985       |
| 3         | Jaguar Type D           | 1955, 1956, 1957             |
| 3         | Ferrari 250 TR          | 1958, 1960, 1961             |
| 3         | Matra Simca MS670       | 1972, 1973, 1974             |
| 3         | Porsche 936             | 1976, 1977, 1981             |
| 3         | Audi R10 TDI            | 2006, 2007, 2008             |
| 3         | Porsche 919 Hybrid      | 2015, 2016, 2017             |
| 3         | Toyota TS050 Hybrid     | 2018, 2019, 2020             |
| 3         | Ferrari 499P            | 2023, 2024, 2025             |
| 2         | Bentley 3 Litre Sport   | 1924, 1927                   |
| 2         | Lorraine-Dietrich B3-6  | 1925, 1926                   |
| 2         | Bentley Speed Six       | 1929, 1930                   |
| 2         | Bugatti Type 57         | 1937, 1939                   |
| 2         | Jaguar XK120-C          | 1951, 1953                   |
| 2         | Porsche 917K            | 1970, 1971                   |
| 2         | Porsche 962C            | 1986, 1987                   |
| 2         | Peugeot 905             | 1992, 1993                   |
| 2         | Porsche WSC-95          | 1996, 1997                   |
| 2         | Audi R18 e-tron quattro | 2012, 2013                   |
| 2         | Toyota GR010 Hybrid     | 2021, 2022                   |

### Victoires par équipe
| Rang | Équipe                           | Victoires | Années                                                                                         |
| ---- | -------------------------------- | --------- | ---------------------------------------------------------------------------------------------- |
| 1    | Joest Racing                     | 16        | 1984, 1985, 1994, 1996, 1997, 2000, 2001, 2002, 2006, 2007, 2008, 2010, 2011, 2012, 2013, 2014 |
| 2    | Porsche Team                     | 13        | 1971, 1976, 1977, 1981, 1982, 1983, 1986, 1987, 1994, 1998, 2015, 2016, 2017                   |
| 3    | Scuderia Ferrari                 | 7         | 1954, 1958, 1960, 1961, 1962, 1963, 1964                                                       |
| 4    | Bentley Motors                   | 5         | 1927, 1928, 1929, 1930, 2003                                                                   |
| 4    | Toyota Gazoo Racing              | 5         | 2018, 2019, 2020, 2021, 2022                                                                   |
| 6    | Jaguar                           | 4         | 1953, 1955, 1988, 1990                                                                         |
| 7    | John Wyer Automotive Engineering | 3         | 1968, 1969, 1975                                                                               |
| 7    | Matra Sports                     | 3         | 1972, 1973, 1974                                                                               |
| 7    | Peugeot Sport                    | 3         | 1992, 1993, 2009                                                                               |
| 10   | Ecurie Ecosse                    | 2         | 1956, 1957                                                                                     |
| 10   | Shelby American Inc.             | 2         | 1966, 1967                                                                                     |
| 10   | Ferrari AF Corse                 | 2         | 2023, 2024                                                                                     |

### Autres records «constructeurs»
| Description                                                         | Record  | Détails                                                                                         |
| Podiums                                                             | Podiums | Podiums                                                                                         |
| ------------------------------------------------------------------- | ------- | ----------------------------------------------------------------------------------------------- |
| Plus grand nombre de doublés                                        | 11      | Porsche en 1970, 1971, 1979, 1982, 1983, 1984, 1985, 1986, 1987, 1998 et 2015                   |
| Plus grand nombre de triplés                                        | 7       | Porsche en 1970, 1979, 1982, 1983, 1984, 1985 et 1986                                           |
| Plus grand nombre de podiums                                        | 55      | Porsche                                                                                         |
| Plus grand nombre de podiums consécutifs                            | 18      | Audi entre 1999 et 2016                                                                         |
| Plus grand nombre de voitures du même constructeur à la suite       | 8       | Porsche en 1983                                                                                 |
| Plus grand nombre de deuxièmes places avant victoire                | 5       | Toyota en 1992, 1994, 1999, 2013 et 2016                                                        |
| Plus grand nombre de podiums avant victoire                         | 6       | Toyota                                                                                          |
| Départs                                                             |         |                                                                                                 |
| Plus grand nombre de participations pour un constructeur            | 75      | Porsche entre 1951 et 2025                                                                      |
| Plus grand nombre d’engagés par un seul constructeur en une édition | 33      | Porsche en 1971 (33 départs sur 49)                                                             |
| Plus grand nombre d’engagements par un seul constructeur (total)    | 876     | Porsche depuis 1951                                                                             |
| Plus grand nombre de participations sans victoire                   | 41      | Chevrolet                                                                                       |
| Pole positions                                                      |         |                                                                                                 |
| Plus grand nombre de pole positions consécutives                    | 6       | Porsche entre 1978 et 1983 Toyota entre 2017 et 2022                                            |
| Plus grand nombre de pole positions avant victoire                  | 3       | Toyota en 1999, 2014 et 2017                                                                    |
| Meilleurs tours                                                     |         |                                                                                                 |
| Plus grand nombre de meilleurs tours                                | 14      | Porsche en 1968, 1969, 1970, 1971, 1977, 1979, 1980, 1981, 1983, 1985, 1986, 1988, 1994 et 1997 |
| Plus grand nombre de meilleurs tours consécutifs                    | 5       | Audi entre 2011 et 2015                                                                         |

## Records «pilotes»

### Plus grand nombre de victoires
| Rang | Pilotes              | Victoires | Années                                               |
| ---- | -------------------- | --------- | ---------------------------------------------------- |
| 1    | Tom Kristensen       | 9         | 1997, 2000, 2001, 2002, 2003, 2004, 2005, 2008, 2013 |
| 2    | Jacky Ickx           | 6         | 1969, 1975, 1976, 1977, 1981, 1982                   |
| 3    | Derek Bell           | 5         | 1975, 1981, 1982, 1986, 1987                         |
| 3    | Frank Biela          | 5         | 2000, 2001, 2002, 2006, 2007                         |
| 3    | Emanuele Pirro       | 5         | 2000, 2001, 2002, 2006, 2007                         |
| 6    | Olivier Gendebien    | 4         | 1958, 1960, 1961, 1962                               |
| 6    | Henri Pescarolo      | 4         | 1972, 1973, 1974, 1984                               |
| 6    | Yannick Dalmas       | 4         | 1992, 1994, 1995, 1999                               |
| 6    | Sébastien Buemi      | 4         | 2018, 2019, 2020, 2022                               |
| 10   | Woolf Barnato        | 3         | 1928, 1929, 1930                                     |
| 10   | Luigi Chinetti       | 3         | 1932, 1934, 1949                                     |
| 10   | Phil Hill            | 3         | 1958, 1961, 1962                                     |
| 10   | Hurley Haywood       | 3         | 1977, 1983, 1994                                     |
| 10   | Klaus Ludwig         | 3         | 1979, 1984, 1985                                     |
| 10   | Al Holbert           | 3         | 1983, 1986, 1987                                     |
| 10   | Allan McNish         | 3         | 1998, 2008, 2013                                     |
| 10   | Rinaldo Capello      | 3         | 2003, 2004, 2008                                     |
| 10   | Marco Werner         | 3         | 2005, 2006, 2007                                     |
| 10   | André Lotterer       | 3         | 2011, 2012, 2014                                     |
| 10   | Marcel Fässler       | 3         | 2011, 2012, 2014                                     |
| 10   | Benoît Tréluyer      | 3         | 2011, 2012, 2014                                     |
| 10   | Brendon Hartley      | 3         | 2017, 2020, 2022                                     |
| 10   | Kazuki Nakajima      | 3         | 2018, 2019, 2020                                     |
| 24   | André Rossignol      | 2         | 1925, 1926                                           |
| 24   | Henry Birkin         | 2         | 1929, 1931                                           |
| 24   | Raymond Sommer       | 2         | 1932, 1933                                           |
| 24   | Jean-Pierre Wimille  | 2         | 1937, 1939                                           |
| 24   | Ivor Bueb            | 2         | 1955, 1957                                           |
| 24   | Ron Flockhart        | 2         | 1956, 1957                                           |
| 24   | Gijs van Lennep      | 2         | 1971, 1976                                           |
| 24   | Gérard Larrousse     | 2         | 1973, 1974                                           |
| 24   | Jean-Pierre Jaussaud | 2         | 1978, 1980                                           |
| 24   | Hans-Joachim Stuck   | 2         | 1986, 1987                                           |
| 24   | Manuel Reuter        | 2         | 1989, 1996                                           |
| 24   | Jyrki Järvilehto     | 2         | 1995, 2005                                           |
| 24   | Alexander Wurz       | 2         | 1996, 2009                                           |
| 24   | Romain Dumas         | 2         | 2010, 2016                                           |
| 24   | Timo Bernhard        | 2         | 2010, 2017                                           |
| 24   | Earl Bamber          | 2         | 2015, 2017                                           |
| 24   | Fernando Alonso      | 2         | 2018, 2019                                           |

### Plus grand nombre de victoires consécutives
| Rang | Pilotes           | Victoires consécutives | Années    |
| ---- | ----------------- | ---------------------- | --------- |
| 1    | Tom Kristensen    | 6                      | 2000–2005 |
| 2    | Woolf Barnato     | 3                      | 1928–1930 |
| 2    | Olivier Gendebien | 3                      | 1960–1962 |
| 2    | Henri Pescarolo   | 3                      | 1972–1974 |
| 2    | Jacky Ickx        | 3                      | 1975–1977 |
| 2    | Frank Biela       | 3                      | 2000–2002 |
| 2    | Emanuele Pirro    | 3                      | 2000–2002 |
| 2    | Marco Werner      | 3                      | 2005–2007 |
| 2    | Sébastien Buemi   | 3                      | 2018–2020 |
| 2    | Kazuki Nakajima   | 3                      | 2018–2020 |

### Victoires «pilotes» par nation
À noter que la nationalité retenue ici, est celle de l’année de la première victoire sans tenir compte d’un éventuel changement ultérieur.
| Rang | Nation           | Pilote(s) victorieux |
| ---- | ---------------- | -------------------- |
| 1    | Royaume-Uni      | 35                   |
| 2    | France           | 29                   |
| 3    | Allemagne        | 18                   |
| 4    | Italie           | 14                   |
| 5    | États-Unis       | 11                   |
| 6    | Belgique         | 5                    |
| 6    | Japon            | 5                    |
| 8    | Australie        | 4                    |
| 8    | Nouvelle-Zélande | 4                    |
| 10   | Autriche         | 3                    |
| 10   | Danemark         | 3                    |
| 10   | Espagne          | 3                    |
| 10   | Suisse           | 3                    |
| 14   | Argentine        | 2                    |
| 14   | Pays-Bas         | 2                    |
| 14   | Suède            | 2                    |
| 17   | Canada           | 1                    |
| 17   | Chine            | 1                    |
| 17   | Finlande         | 1                    |
| 17   | Mexique          | 1                    |
| 17   | Pologne          | 1                    |

### Victoires totales «pilotes» par nation
| Rang | Nation           | Victoire(s) |
| ---- | ---------------- | ----------- |
| 1    | Royaume-Uni      | 46          |
| 2    | France           | 43          |
| 3    | Allemagne        | 31          |
| 4    | Italie           | 21          |
| 5    | États-Unis       | 18          |
| 6    | Belgique         | 13          |
| 7    | Danemark         | 11          |
| 8    | Suisse           | 8           |
| 9    | Japon            | 7           |
| 9    | Nouvelle-Zélande | 7           |
| 11   | Australie        | 4           |
| 11   | Autriche         | 4           |
| 11   | Espagne          | 4           |
| 14   | Pays-Bas         | 3           |
| 15   | Argentine        | 2           |
| 15   | Finlande         | 2           |
| 15   | Suède            | 2           |
| 18   | Canada           | 1           |
| 18   | Chine            | 1           |
| 18   | Mexique          | 1           |
| 18   | Pologne          | 1           |

### Victoire dès leur première participation
| Pilote              | Année |
| ------------------- | ----- |
| André Lagache       | 1923  |
| René Léonard        | 1923  |
| Woolf Barnato       | 1928  |
| Bernard Rubin       | 1928  |
| Luigi Chinetti      | 1932  |
| Tazio Nuvolari      | 1933  |
| Philippe Étancelin  | 1934  |
| Luis Fontés         | 1935  |
| Jean-Pierre Wimille | 1937  |
| Peter Walker        | 1951  |
| Hermann Lang        | 1952  |
| Fritz Riess         | 1952  |
| Ivor Bueb           | 1955  |
| A. J. Foyt          | 1967  |
| Hurley Haywood      | 1977  |
| Klaus Ludwig        | 1979  |
| Andy Wallace        | 1988  |
| Christophe Bouchut  | 1993  |
| Éric Hélary         | 1993  |
| Alexander Wurz      | 1996  |
| Tom Kristensen      | 1997  |
| Laurent Aïello      | 1998  |
| Earl Bamber         | 2015  |
| Nico Hülkenberg     | 2015  |
| Fernando Alonso     | 2018  |

### Victoire(s) à chaque participation
|   | Pilote              | Nombre de participations | Victoire(s) | Année(s)         |
| - | ------------------- | ------------------------ | ----------- | ---------------- |
| 1 | Woolf Barnato       | 3                        | 3           | 1928, 1929, 1930 |
| 2 | Jean-Pierre Wimille | 2                        | 2           | 1937, 1939       |
| 2 | Fernando Alonso     | 2                        | 2           | 2018, 2019       |
| 3 | Tazio Nuvolari      | 1                        | 1           | 1933             |
| 3 | Luis Fontés         | 1                        | 1           | 1935             |
| 3 | Hermann Lang        | 1                        | 1           | 1952             |
| 3 | A. J. Foyt          | 1                        | 1           | 1967             |
| 3 | Nico Hülkenberg     | 1                        | 1           | 2015             |

### Plus grand nombre de départs
| Rang | Pilote             | Départs | Premier départ | Dernier départ |
| ---- | ------------------ | ------- | -------------- | -------------- |
| 1    | Henri Pescarolo    | 33      | 1966           | 1999           |
| 2    | Bob Wollek         | 30      | 1968           | 2000           |
| 3    | Yōjirō Terada      | 29      | 1974           | 2008           |
| 4    | Derek Bell         | 26      | 1970           | 1996           |
| 5    | Emmanuel Collard   | 25      | 1995           | 2022           |
| 6    | François Migault   | 24      | 1972           | 2002           |
| 6    | Jan Lammers        | 24      | 1983           | 2018           |
| 8    | Claude Ballot-Léna | 23      | 1966           | 1989           |
| 8    | Olivier Beretta    | 23      | 1996           | 2019           |
| 8    | Jan Magnussen      | 23      | 1999           | 2023           |
| 8    | Romain Dumas       | 23      | 2001           | 2023           |
| 12   | Claude Haldi       | 22      | 1968           | 1993           |
| 12   | Pierre Yver        | 22      | 1978           | 1999           |
| 14   | Andy Wallace       | 21      | 1988           | 2010           |

### Les femmes au Mans

#### Plus grand nombre de départs
| Rang | Pilote                | Départs | Premier départ | Dernier départ |
| ---- | --------------------- | ------- | -------------- | -------------- |
| 1    | Anne-Charlotte Verney | 10      | 1974           | 1983           |
| 2    | Rahel Frey            | 8       | 2010           | 2025           |
| 3    | Vanina Ickx           | 7       | 2001           | 2011           |
| 4    | Marie-Claude Beaumont | 6       | 1971           | 1976           |
| 4    | Michelle Gatting      | 6       | 2019           | 2024           |
| 6    | Anne-Cécile Itier     | 5       | 1934           | 1939           |
| 6    | Sarah Bovy            | 5       | 2021           | 2025           |
| 8    | Odette Siko           | 4       | 1930           | 1933           |
| 8    | Christine Beckers     | 4       | 1973           | 1977           |
| 8    | Christine Dacremont   | 4       | 1975           | 1978           |
| 8    | Marianne Hoepfner     | 4       | 1975           | 1980           |
| 8    | Lella Lombardi        | 4       | 1975           | 1980           |
| 8    | Lilian Bryner         | 4       | 1993           | 1997           |
| 8    | Claudia Hürtgen       | 4       | 1997           | 2001           |
| 15   | Elsie Wisdom (en)     | 3       | 1933           | 1938           |
| 15   | Kay Petre (en)        | 3       | 1934           | 1937           |
| 15   | Suzanne Largeot       | 3       | 1937           | 1939           |
| 15   | Desiré Wilson         | 3       | 1982           | 1991           |
| 15   | Tomiko Yoshikawa (en) | 3       | 1992           | 1994           |
| 15   | Liz Halliday (en)     | 3       | 2005           | 2007           |
| 15   | Keiko Ihara (en)      | 3       | 2012           | 2014           |
| 15   | Christina Nielsen     | 3       | 2016           | 2018           |
| 15   | Sophia Flörsch        | 3       | 2020           | 2022           |
| 15   | Lilou Wadoux          | 3       | 2022           | 2025           |

#### Meilleurs résultats
| Rang | Pilote                | Meilleur résultat | Année |
| ---- | --------------------- | ----------------- | ----- |
| 1    | Odette Siko           | 4e                | 1932  |
| 2    | Anne-Charlotte Verney | 6e                | 1981  |
| 3    | Marguerite Mareuse    | 7e                | 1930  |
| 3    | Desiré Wilson         | 7e                | 1983  |
| 3    | Vanina Ickx           | 7e                | 2011  |
| 6    | Lilian Bryner         | 9e                | 1994  |
| 7    | Yvette Fontaine       | 11e               | 1975  |
| 7    | Corinne Tarnaud       | 11e               | 1975  |
| 7    | Christine Beckers     | 11e               | 1977  |
| 7    | Lella Lombardi        | 11e               | 1977  |
| 7    | Natacha Gachnang      | 11e               | 2013  |

### Autres records «pilotes»
| Description                                                                          | Record              | Détails |
| Victoires                                                                            | Victoires           | Victoires |
| ------------------------------------------------------------------------------------ | ------------------- | --- |
| Vainqueur le plus jeune                                                              | 22 ans et 122 jours | Alexander Wurz en 1996 |
| Vainqueur le plus jeune (toutes catégories confondues)                               | 18 ans et 347 jours | Julien Andlauer en 2018 (en catégorie LMGTE Am) |
| Vainqueur le plus âgé                                                                | 47 ans et 344 jours | Luigi Chinetti en 1949 |
| Vainqueur avec le plus de constructeurs                                              | 4                   | Yannick Dalmas (Peugeot, Porsche, McLaren, BMW) |
| Plus grand écart entre deux victoires                                                | 13 années           | Alexander Wurz (1996–2009) |
| Plus grand écart entre la première et la dernière victoire                           | 17 années           | Hurley Haywood (1977–1994) |
| Plus grand nombre de départs avant la première victoire                              | 16e départ          | David Brabham en 2009 |
| Plus grand nombre de victoires avec le même équipage                                 | 3                   | Olivier Gendebien, Phil Hill (1958, 1961, 1962) Jacky Ickx, Derek Bell (1975, 1981, 1982) Tom Kristensen, Frank Biela, Emanuele Pirro (2000, 2001, 2002) Marcel Fässler, André Lotterer, Benoît Tréluyer (2011, 2012, 2014) |
| Victoire depuis la position la plus éloignée sur la grille de départ                 | 16e                 | Hans Herrmann et Richard Attwood en 1970 |
| Départs et arrivées                                                                  |                     | |
| Plus jeune pilote au départ                                                          | 16 ans et 117 jours | Josh Pierson (2022) |
| Pilote le plus âgé au départ                                                         | 75 ans et 269 jours | Dominique Bastien (2021) |
| Plus jeune pilote à l'arrivée                                                        | 16 ans et 118 jours | Josh Pierson (2022) |
| Pilote le plus âgé à l'arrivée                                                       | 75 ans et 270 jours | Dominique Bastien (2021) |
| Plus grand nombre de départs consécutifs                                             | 30                  | Henri Pescarolo (1970–1999) |
| Plus grand nombre d'arrivées consécutives                                            | 11                  | Johnny O'Connell (1999–2009) |
| Plus grande amplitude entre le premier et le dernier départ                          | 36 années           | Jan Lammers (1983–2018) |
| Durée la plus longue entre deux départs successifs                                   | 21 années           | Jean Alesi (1989–2010) |
| Plus grand nombre de départs sans victoire au général                                | 30                  | Bob Wollek |
| Plus grand nombre de départs sans connaître l'arrivée                                | 14                  | Hans Heyer |
| Plus longue durée passée à l'intérieur de la voiture en une course                   | 24 heures           | Edward Ramsden Hall en 1950 |
| Plus longue durée passée à l'intérieur de la voiture en une course pour un vainqueur | 23 h 15 min 17 s    | Louis Rosier en 1950 |
| Plus grand nombre d'engagements avec différents constructeurs                        | 17                  | François Migault |
| Plus grand nombre d'engagements avec le même constructeur                            | 20                  | Bob Wollek avec Porsche (1975–1983, 1986–1990, 1993, 1996–2000) |
| Plus grand nombre d'engagements avec le même coéquipier                              | 13                  | Tracy Krohn et Niclas Jönsson (2006–2018) |
| Plus grand nombre d'arrivées                                                         | 19                  | Derek Bell |
| Plus grand nombre d'abandons                                                         | 18                  | Henri Pescarolo |
| Podiums                                                                              |                     | |
| Plus grand nombre de podiums                                                         | 14                  | Tom Kristensen |
| Plus grand nombre de podiums sans une victoire au général                            | 6                   | Bob Wollek |
| Plus grand nombre de podiums consécutifs                                             | 9                   | Emanuele Pirro (1999–2007) |
| Pilote le plus jeune à monter sur le podium au général                               | 18 ans et 133 jours | Ricardo Rodriguez (2e en 1960) |
| Pilote le plus âgé à monter sur le podium au général                                 | 55 ans et 110 jours | Mario Andretti (2e en 1995) |
| Pilote le plus âgé à monter sur le podium                                            | 68 ans et 111 jours | Jack Gerber (de) (3e en 2013 en catégorie LMGTE Am) |
| Plus grand écart entre le premier et le dernier podium au général                    | 20 années           | Bob Wollek (1978–1998) |
| Plus grand nombre d'engagements sans un podium au général                            | 29                  | Yōjirō Terada |
| Pole positions                                                                       |                     | |
| Plus grand nombre de pole positions                                                  | 5                   | Jacky Ickx (1975, 1978, 1981, 1982, 1983) |
| Plus grand nombre de pole positions consécutives                                     | 3                   | Jacky Ickx (1981, 1982, 1983) Stéphane Sarrazin (2007, 2008, 2009) Kamui Kobayashi (2019, 2020, 2021) |
| Plus grand nombre de pole positions suivies de victoires                             | 3                   | Jacky Ickx (1975, 1981, 1982) |
| Pilote le plus jeune auteur de la pole position                                      | 23 ans et 145 jours | Pedro Rodríguez (1963) |
| Pilote le plus âgé auteur de la pole position                                        | 43 ans et 218 jours | Bob Wollek (1987) |
| Meilleurs tours                                                                      |                     | |
| Plus grand nombre de meilleurs tours                                                 | 5                   | Jacky Ickx (1977, 1979, 1980, 1983, 1985) |
| Plus grand nombre de meilleurs tours consécutifs                                     | 4                   | Mike Hawthorn (1955, 1956, 1957, 1958) |
| Pilote le plus jeune auteur du meilleur tour                                         | 19 ans et 117 jours | Ricardo Rodriguez (1961) |
| Pilote le plus âgé auteur du meilleur tour                                           | 51 ans et 46 jours  | Francis Curzon (1935) |

## Records de course
| Description                                                             | Record                   | Détails                                              |
| ----------------------------------------------------------------------- | ------------------------ | ---------------------------------------------------- |
| Plus longue distance de course couverte                                 | 5 410,713 km (397 tours) | Audi R15+ TDI en 2010                                |
| Meilleur tour en course                                                 | 3 min 17 s 297           | Mike Conway avec une Toyota TS050 Hybrid en 2019     |
| Meilleur tour pour la pole position (depuis 1990)                       | 3 min 14 s 791           | Kamui Kobayashi avec une Toyota TS050 Hybrid en 2017 |
| Meilleur tour pour la pole position (avant 1990)                        | 3 min 13 s 90            | Pedro Rodríguez avec une Porsche 917 en 1971         |
| Plus faible écart entre le vainqueur et le deuxième                     | 20 mètres                | En 1966, entre les deux Ford GT40                    |
| Plus important écart entre le vainqueur et le deuxième                  | 349,808 km               | En 1927, entre la Bentley 3 Litre et la Salmson GS   |
| Vitesse moyenne de course du vainqueur la plus élevée                   | 225,228 km/h             | Audi R15+ TDI en 2010                                |
| Vitesse moyenne sur un tour en course la plus élevée                    | 248,628 km/h             | Mike Conway avec une Toyota TS050 Hybrid en 2019     |
| Vitesse moyenne sur un tour de qualification la plus élevée             | 251,881 km/h             | Kamui Kobayashi avec une Toyota TS050 Hybrid en 2017 |
| Vitesse record                                                          | 407 km/h                 | Roger Dorchy avec une WM P88-Peugeot en 1988         |
| Plus grand nombre de voitures engagées                                  | 62                       | En 2022, 2023, 2024 et 2025                          |
| Plus faible nombre de voitures engagées                                 | 17                       | En 1930                                              |
| Plus grand nombre de voitures à l’arrivée                               | 53                       | En 2022                                              |
| Plus faible nombre de voitures à l’arrivée                              | 6                        | En 1931                                              |
| Pourcentage de finisseurs le plus élevée                                | 90.9%                    | En 1923 (30 à l'arrivée sur 33)                      |
| Pourcentage de finisseurs le plus faible                                | 13.7%                    | En 1970 (7 à l'arrivée sur 51)                       |
| Plus grande nombre de voitures terminant dans le tour du vainqueur      | 9                        | En 2024                                              |
| Durée la plus importante passée derrière la voiture de sécurité         | 6 h 54 min 27 s          | En 2024                                              |
| Plus grand nombre d’apparitions de la voiture de sécurité en une course | 12                       | En 2013                                              |
| Affluence la plus élevée                                                | 400 000 spectateurs      | En 1969                                              |

## Records de grille
À noter que les premières qualifications se sont tenues en 1963.

### Plus grand nombre de pole positions par constructeur
| Rang | Constructeur    | Pole position(s) | Année(s)                                                    |
| ---- | --------------- | ---------------- | ----------------------------------------------------------- |
| 1    | Porsche         | 19               | 1968–1971, 1978–1983, 1985–1988, 1996–1997, 2015–2016, 2024 |
| 2    | Audi            | 8                | 2000–2002, 2004, 2006, 2011–2013                            |
| 2    | Toyota          | 8                | 1999, 2014, 2017–2022                                       |
| 4    | Peugeot         | 6                | 1992–1993, 2007–2010                                        |
| 5    | Ferrari         | 4                | 1963–1964,1973, 2023                                        |
| 6    | Ford            | 3                | 1965–1967                                                   |
| 7    | Matra-Simca     | 2                | 1972,1974                                                   |
| 7    | Renault-Alpine  | 2                | 1976–1977                                                   |
| 7    | Sauber-Mercedes | 2                | 1989,1991                                                   |
| 10   | Mirage          | 1                | 1975                                                        |
| 10   | Lancia          | 1                | 1984                                                        |
| 10   | Nissan          | 1                | 1990                                                        |
| 10   | Courage         | 1                | 1994                                                        |
| 10   | Welter Racing   | 1                | 1995                                                        |
| 10   | Mercedes        | 1                | 1998                                                        |
| 10   | Bentley         | 1                | 2003                                                        |
| 10   | Pescarolo       | 1                | 2005                                                        |
| 10   | Cadillac        | 1                | 2025                                                        |

### Victoire(s) par position de départ
|    | Position de départ | Victoire(s) | Année(s)                                                                     |
| -- | ------------------ | ----------- | ---------------------------------------------------------------------------- |
| 1  | 1er (Pole)         | 13          | 1974, 1975, 1981, 1982, 1997, 2003, 2011, 2012, 2013, 2016, 2018, 2021, 2022 |
| 2  | 2e                 | 12          | 1963, 1972, 1976, 1986, 1987, 1992, 2000, 2001, 2002, 2006, 2019, 2023       |
| 3  | 4e                 | 10          | 1966, 1968, 1973, 1984, 1985, 2004, 2007, 2008, 2017, 2024                   |
| 4  | 5e                 | 5           | 1971, 1978, 1998, 2009, 2010                                                 |
| 4  | 6e                 | 5           | 1988, 1993, 1996, 1999, 2014                                                 |
| 6  | 7e                 | 4           | 1964, 1977, 1983, 1994                                                       |
| 7  | 9e                 | 3           | 1967, 1990, 1995                                                             |
| 7  | 3e                 | 3           | 1979, 2015, 2020                                                             |
| 9  | 11e                | 2           | 1965, 1989                                                                   |
| 10 | 14e                | 1           | 1969                                                                         |
| 10 | 16e                | 1           | 1970                                                                         |
| 10 | 10e                | 1           | 1980                                                                         |
| 10 | 12e                | 1           | 1991                                                                         |
| 10 | 8e                 | 1           | 2005                                                                         |
| 10 | 13e                | 1           | 2025                                                                         |

## Victoire(s) par marque de pneumatiques
| Rang | Manufacturier | Victoire(s) | Année(s)                                                                                       |
| ---- | ------------- | ----------- | ---------------------------------------------------------------------------------------------- |
| 1    | Dunlop        | 34          | 1924–1931, 1935, 1937–1939, 1950–1951, 1953, 1955–1957, 1960–1964, 1977, 1979, 1981–1988, 1991 |
| 1    | Michelin      | 34          | 1923, 1978, 1989, 1992–1993, 1995, 1998–2025                                                   |
| 3    | Goodyear      | 14          | 1965–1967, 1970, 1972–1976, 1980, 1990, 1994, 1996–1997                                        |
| 4    | Englebert     | 5           | 1932–1934, 1949, 1958                                                                          |
| 5    | Firestone     | 3           | 1968–1969, 1971                                                                                |
| 6    | Continental   | 1           | 1952                                                                                           |
| 6    | Pirelli       | 1           | 1954                                                                                           |
| 6    | Avon          | 1           | 1959                                                                                           |

## Victoires par type de carburant
| Rang | Carburant                      | Victoires | Années    |
| ---- | ------------------------------ | --------- | --------- |
| 1    | Essence                        | 73        | 1923–2005 |
| 2    | Hybride (Essence / Électrique) | 11        | 2015–2025 |
| 3    | Diesel                         | 6         | 2006–2011 |
| 4    | Hybride (Diesel / Électrique)  | 3         | 2012–2014 |

## Victoire(s) par numéro
- Les numéros franchissant le plus souvent la ligne d'arrivée les premiers sont le 1 et le 2, dix fois victorieux en quatre-vingt-dix éditions. Arrivent ensuite le no 8 huit fois, le no 7 sept fois et les nos 3 et 4, six fois victorieux[20].
- Les numéros 7 et 1 ont gagné deux années de suite. À chaque fois le numéro était attribué au même concurrent comme l'Audi R8 no 1 en 2001 et 2002, voire à la même voiture (même châssis) comme la Porsche 956 no 7 en 1984 et 1985, et la TWR Porsche no 7 en 1996 et 1997 avec le Joest Racing.
- En 2010, le numéro 9 est devenu le troisième numéro à gagner deux années de suite. Cependant, ce numéro n'a pas été porté par la même voiture (Peugeot 908 HDi FAP en 2009 et Audi R15+ en 2010).
- En 2014, le numéro 2 est devenu le quatrième numéro à gagner deux années de suite. Ce numéro a été attribué à l'Audi R18 e-tron quattro mais sur deux voitures différentes techniquement suite de la mise en place du nouveau règlement des LMP1-Hybrides cette année-là. En 2017, c'est la Porsche 919 Hybrid qui portera le no 2 vainqueur deux éditions de suite mais comme pour Audi, sur deux voitures techniquement différentes.
- En 2020, le numéro 8 devient le seul à gagner trois années de suite grâce à la Toyota TS050 Hybrid.
- Les numéros furent longtemps attribués par ordre décroissant de la cylindrée des voitures, mais ce n'est plus le cas, des « tranches de numérotation » sont réservées aux catégories : 1 à 24 pour les LM P1, 25 à 49 pour les LM P2 et 50 à 99 pour les LM GTE. Cette pratique est moins rigoureuse aujourd'hui (2020).
- De 2006 à 2008, des Aston Martin GT1 portèrent les numéros 007, 008 ou 009 en référence à l'agent britannique James Bond, très attaché à cette marque, malgré l'existence des numéros 7, 8 ou 9 en LMP1[21]. Ces numéros seront de nouveau attribués sur les Lola B09/60-Aston Martin connues pour leur livrée Gulf, en 2009 et 2010. En 2011, seules les numéros 007 et 009 seront apposées sur les AMR-One, toujours vêtues de leur robe orange et bleu clair du pétrolier américain.
- Jusqu'en 2020, le plus gros numéro porté au Mans était le 203 de 1987 à 1990. 2021 voit arriver des numéros « libres » : 708 et 709 pour les Glickenhaus en Hypercar et 777 pour une Aston Martin en GTE am.
- Le numéro 13 fut au départ en 1923 et 1925 puis absent jusqu'à ce que le constructeur manceau Yves Courage (et lui seul) le reprenne treize fois de 1983 à 2007. Il réapparaît cependant en 2009 sur la Lola-Aston Martin du Speedy Racing Team Sebah et depuis l'édition 2010 sur la Lola B10/60-Rebellion de la même équipe devenue le team Rebellion Racing.

| Numéro | Année                                             | Constructeur                                               | Victoire(s) |
| ------ | ------------------------------------------------- | ---------------------------------------------------------- | ----------- |
| 1      | 1929 1939 1967 1982 1986 1992 2001 2002 2007 2012 | Bentley Bugatti Ford Porsche Peugeot Audi                  | 10          |
| 2      | 1937 1966 1978 1988 2008 2011 2013 2014 2016 2017 | Bugatti Ford Renault-Alpine Jaguar Audi Porsche            | 10          |
| 3      | 1927 1957 1983 1990 1993 2005                     | Bentley Jaguar Porsche Jaguar Peugeot Audi                 | 6           |
| 4      | 1928 1930 1935 1954 1956 1977                     | Bentley Lagonda Ferrari Jaguar Porsche                     | 6           |
| 5      | 1925 1950 1959 2004                               | Lorraine-Dietrich Talbot-Lago Aston Martin Audi            | 4           |
| 6      | 1926 1955 1962 1969                               | Lorraine-Dietrich Jaguar Ferrari Ford                      | 4           |
| 7      | 1974 1984 1985 1996 1997 2003 2021                | Matra Simca Porsche TWR Porsche TWR Porsche Bentley Toyota | 7           |
| 8      | 1924 1932 2000 2006 2018 2019 2020 2022           | Bentley Alfa Romeo Audi Toyota                             | 8           |
| 9      | 1923 1934 1968 2009 2010                          | Chenard & Walcker Alfa Romeo Ford Peugeot Audi             | 5           |
| 10     | 1961                                              | Ferrari                                                    | 1           |
| 11     | 1933 1960 1973 1975 1981                          | Alfa Romeo Ferrari Matra Simca Mirage Porsche              | 5           |
| 14     | 1958                                              | Ferrari                                                    | 1           |
| 15     | 1938 1972 1999                                    | Delahaye Matra Simca BMW                                   | 3           |
| 16     | 1931 1980                                         | Alfa Romeo Rondeau                                         | 2           |
| 17     | 1987                                              | Porsche                                                    | 1           |
| 18     | 1953                                              | Jaguar                                                     | 1           |
| 19     | 2015                                              | Porsche                                                    | 1           |
| 20     | 1951 1964 1976                                    | Jaguar Ferrari Porsche                                     | 3           |
| 21     | 1952 1963 1965                                    | Mercedes-Benz Ferrari                                      | 3           |
| 22     | 1949 1971                                         | Ferrari Porsche                                            | 2           |
| 23     | 1970                                              | Porsche                                                    | 1           |
| 26     | 1998                                              | Porsche                                                    | 1           |
| 36     | 1994                                              | Dauer Porsche                                              | 1           |
| 41     | 1979                                              | Porsche                                                    | 1           |
| 50     | 2024                                              | Ferrari                                                    | 1           |
| 51     | 2023                                              | Ferrari                                                    | 1           |
| 55     | 1991                                              | Mazda                                                      | 1           |
| 59     | 1995                                              | McLaren                                                    | 1           |
| 63     | 1989                                              | Sauber-Mercedes                                            | 1           |
| 83     | 2025                                              | Ferrari                                                    | 1           |